# 올라프 칭케
올라프 칭케(독일어: Olaf Zinke, 1966년 10월 9일 ~ )는 독일의 남자 스피드 스케이팅 선수이다.
1992년 동계 올림픽 1000m에서 대한민국의 김윤만을 0.01초 차로 제치고 금메달을 획득했다.